# Sempre fa bon temps
 Sempre fa bon temps  (It's Always Fair Weather) és una pel·lícula musical estatunidenca de Stanley Donen i Gene Kelly, estrenada el 1955 i doblada al català

## Argument
Tres amics que van combatre junts durant la Segona Guerra Mundial van fer en aquells dies una promesa: trobar-se els tres en un lloc concret deu anys després de la guerra. Els tres mantenen la seva promesa, i deu anys més tard es reuneixen només per descobrir que no conserven ja res en comú.

## Repartiment
- Gene Kelly: Ted Riley
- Dan Dailey: Doug Hallerton
- Cyd Charisse: Jackie Leighton
- Dolores Gray: Madeline Bradville
- Michael Kidd: Angie Valentine
- David Burns: Tim
- Jay C. Flippen: Charles Z. 'Charlie' Culloran